# Soběšovice
Soběšovice (en polonais : Sobieszowice ; en allemand : Schöbischowitz) est une commune du district de Frýdek-Místek, dans la région de Moravie-Silésie, en République tchèque. Sa population s'élevait à 919 habitants en 2021.

## Géographie
Soběšovice se trouve à 9 km au nord-est de Frýdek-Místek, à 19 km au sud-est d'Ostrava et à 292 km à l'est-sud-est de Prague.
La commune est limitée par Žermanice au nord, par Těrlicko à l'est, par Dolní Domaslavice au sud, et par Lučina à l'ouest.

## Histoire
La première mention écrite de la localité date de 1305.

## Galerie

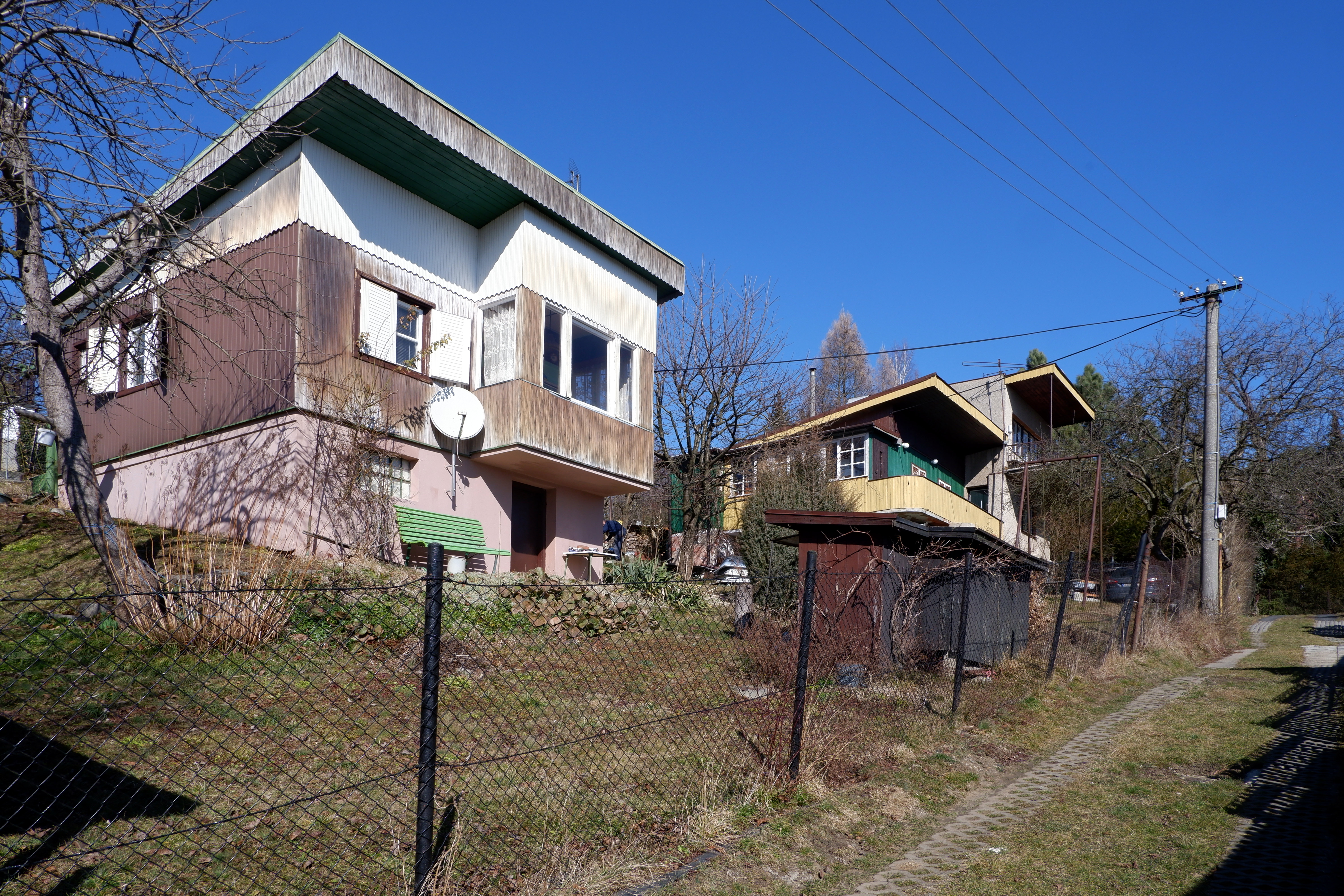
Soběšovice : lotissement de maisons de vacances.
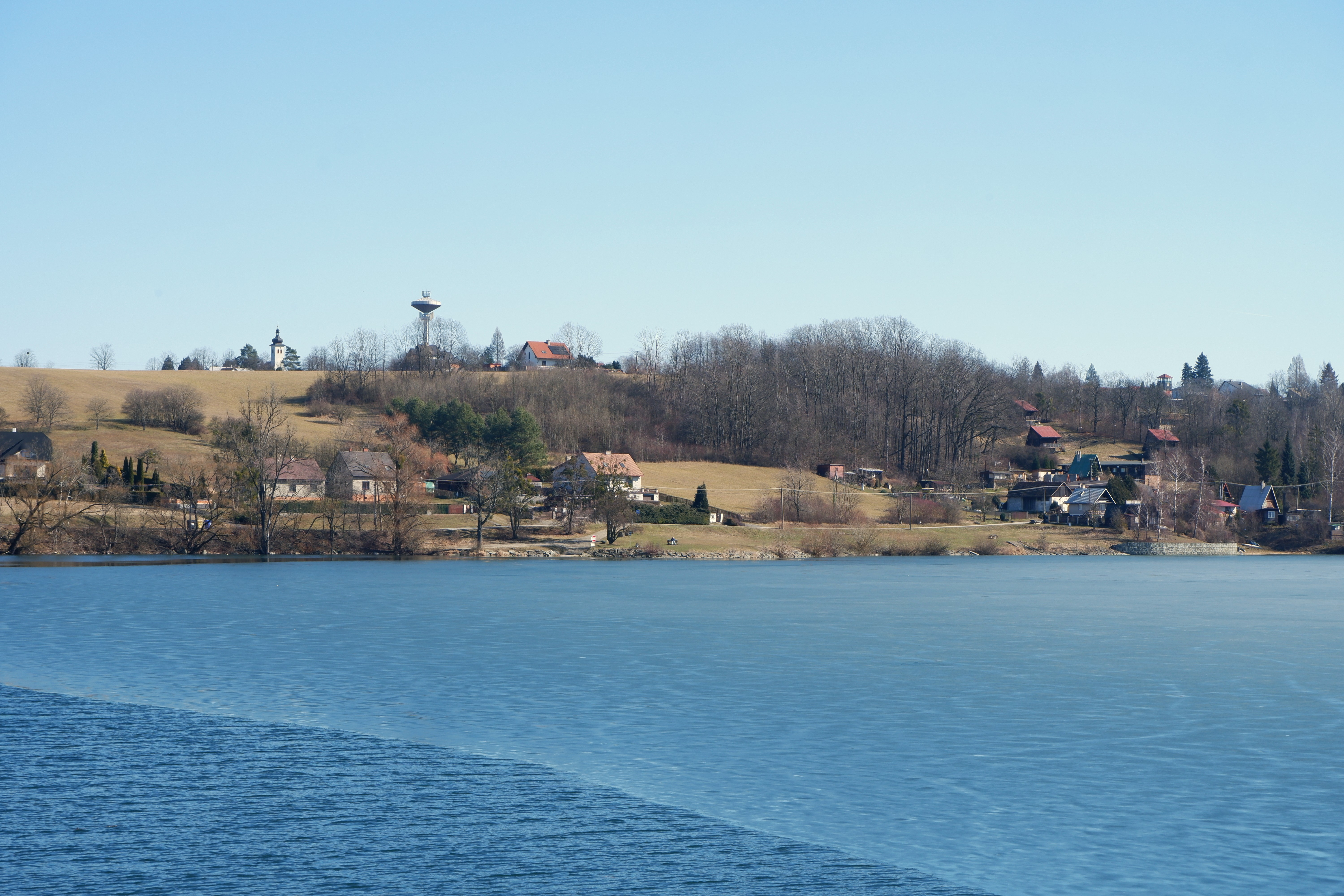
Réservoir de Žermanice.

## Administration
La commune se compose de trois quartiers ou divisions cadastrales :
- Dolní Soběšovice
- Horní Soběšovice
- Pitrov

## Transports
Par la route, Soběšovice se trouve à 8 km de Havířov, à 14 km de Frýdek-Místek, à 24 km d'Ostrava et à 363 km de Prague.